# Qazaq Air
Qazaq Air (kazakh : Qazaq Eır) est une compagnie aérienne basée à Almaty au Kazakhstan, qui assure principalement des vols intérieurs. 

## Histoire
La compagnie Qazaq Air a été fondée en avril 2015 par le fonds souverain Samruk-Kazyna . La compagnie aérienne est lancée le 6 juillet 2015 et commence ses opérations le 27 août 2015 avec une liaison entre Almaty et Astana (Nur-Sultan). 
Qazaq Air rejoint l'IATA, et devient alors le 293e membre de l'association. 
En décembre 2017, Qazaq Air a signé une commande ferme de deux nouveaux turbopropulseurs Bombardier Q400. 
En 2019, Qazaq Air conclut avec succès le 2e IOSA (IATA Operational Safety Audit). Ainsi, la compagnie aérienne dispose de son statut d'opérateur IOSA jusqu'en novembre 2021. 
En 2019, Qazaq Air prend livraison de deux nouveaux avions et exploite désormais une flotte de cinq turbopropulseurs De Havilland Dash-8-Q400NG (anciennement Bombardier DCH-8-400). 

## Flotte
En octobre 2019, Qazaq Air possède les avions suivants :